# 기오르기 마르그벨라슈빌리
기오르기 테이무라지스 제 마르그벨라슈빌리(조지아어: გიორგი თეიმურაზის ძე მარგველაშვილი, 문화어: 게오르기 마르그웰라슈빌리, 1969년 11월 4일~)는 조지아의 대통령(2013~2018)을 지낸 정치인, 철학자이다.
2013년 10월 27일 실시한 대통령 선거에서 상대당 통합국민운동당 후보인 다비트 바크라제 전 의회 대변인(20% 득표)에게 66.7%의 득표율로 승리했다. 2010년 대선은 의원 내각제를 도입하기로 한 2010년 개헌 이후 적용된 첫 선거로 정부 실권은 총리와 의회에게 주어졌다.

## 역대 선거 결과
| 선거명      | 직책명          | 대수 | 정당                    | 득표율 | 득표수      | 결과 | 당락 |
| ----------- | --------------- | ---- | ----------------------- | ------ | ----------- | ---- | ---- |
| 2013년 선거 | 조지아의 대통령 | 4대  | 조지아의 꿈-민주 조지아 | 62.12% | 1,012,569표 | 1위  |      |